# 民主集權制
民主集權制，由中國國民黨提出的術語，為國民黨的組織原則，最初源自列寧提出的民主集中制，歷經孫中山及蔣中正的詮釋和應用，應用於中國國民黨黨務系統與中華民國政府中。早期國民黨和中國共產黨對组织原则的解释基本相似，但有不同俄文汉译。国民党未把民主集權制寫入党章，只曾在决议案中明文要求「民主主义的集权」。
李登輝任中國國民黨主席期間，進行中國國民黨黨務改造，廢除民主集權制，將中國國民黨轉型為現代民主政黨。

## 起源
民主集權制是效法列寧的民主集中制，列寧提出，共產黨的組織應該基於少數職業革命家，以秘密方式組成有紀律的組織。在聯俄容共時，孫文提出以蘇俄共產黨為師的方向，在鮑羅廷的指導下，重新組織中國國民黨，此後民主集權制成為中華民國政黨的組織方式直到1987年台灣解嚴取消黨禁。

## 概論
根據孫中山的「五權憲法」與權能區分理論，政府的權力分為行政、立法、司法、考試、監察等五權，為「治權」，因此分設行政院、立法院、司法院、考試院和監察院；而人民則有選舉、罷免、創制、複決的權利，稱「政權」，人民透過國民大會來行使政權。但是在權能區分的理論中，立法院不是西方世界概念的國會，而是屬於政府的專門委員會，由國民大會委託，專職立法。孫中山認為西方代議民主制中，議會權力過大，控制行政機關，是一種國會獨裁或議會專制，主張將監察權與立法權由民選議會獨立出來，由專家行使，不由人民透過議會決定。
孫中山表述的三民主義思想中的權能區分在於將政治權力交給一群「專門家」來行使，認為人民並沒有能力來讓政治順利運作，但是在這個系統中，人民可以表達自己的想法，讓「專門家」來為他們實行。
孫中山之子孫科曾主張國民黨應改採分權制而非集權制。胡漢民則主張應該將政治權力集中在國民黨手中。
1930年代由蔣中正主導的國民黨內部派系如力行社、藍衣社，將「民主集權制」採取「領袖制」而具法西斯政黨的組織特色。
1949年國民黨在國共內戰失利後，中華民國政府及國民黨遷至台灣，採取具法西斯政黨色彩的民主集權制，政治權力集中於國民黨，國民黨權力集中於黨主席一人。在李登輝接任中華民國總統及國民黨主席後，進行一連串改革，將政治改造為朝向民主發展，其政治改革目標就是要「退去國民黨革命民主政黨的屬性，廢除民主集權制」，「並建立公平開放的政黨競爭關係」。

## 基本內容

### 總理孫中山闡釋
在國民黨第一次全國代表大會上，孫中山說：
現尚有一事，可為我們模範。即俄國完全以黨治國，比英美法之政黨握權更進一步。我們現在並無國可治，只可說以黨建國。待國建好，再去治他。……其能成功，即因其將黨放在國上。我以為今日是一大紀念日，應重新組織，把黨放在國上。但此說初聽之甚駭人聽聞，其實現在我們何嘗有國？應該先由黨造出一個國來，以後再去愛之。
民國14（1925）年5月24日中國國民黨第三次中央執行委員會發布文告：「去年一月，我　總理召集第一次全國代表大會，其意蓋使本黨依據民主的集權制，建立一組織完成之革命黨；惟組織完成之真正的革命黨，乃能担負完成國民革命之工作。」

### 總裁蔣介石闡釋
蔣中正論民主集權制：
- 要知道，我們個人的生命是可以犧牲的，但黨和主義是不可以犧牲的。我們絕對服從黨的指導，不可懷疑和干涉黨的行動，因為本黨是民主集權制，中央黨部若有問題，是要中央自己來解決的，別人絕對不能干涉。[13]

- 根據民主集權制的原則，本黨政策在討論階段，是民主的，人人都可以發表意見，自由討論；在執行階段是集權的，一經共同決議，必須一致執行，以求行動之統一與力量之集中。行動統一的規律，是個人服從組織，少數服從多數，下級服從上級，全黨服從領袖。
本黨推動工作，採取分工合作，逐級授權，分層負責的方式。無論計劃、執行、考核各種工作，只要上級授權之後，各級就應切實負責，在他職權範圍以內，努力完成其工作，達成其任務。但黨是一個戰鬥性的集團，上級的命令，下級必須服從，保持嚴正的工作紀律，所以既做了一個革命黨員，就應該不怕困苦，不避危險，必須堅決地來負責執行組織的決議，服從上級的命令，貫澈　領袖的意志，像一支有節制的軍隊一樣，這樣自然能夠達成反共抗俄的革命任務。因此，認為服從乃是黨員對本黨革命事業負責的基本條件。所以說：「服從為負責之本」。[14][15]

### 胡漢民闡釋
胡漢民所作的關於紀律問題案的說明指出：
每一党员既有应享之权利，亦有当尽之义务。参与党内一切问题之决议及党外政策之确定，选举各级执行党务之机关，此其权利也。此等全党党员参与共同讨论决议及选举之制度，即所以保证民主主义之实行。讨论既经终了，执行机关既经议决，则凡属党员，均有遵守此等决议案或命令并实行之之义务，此即所谓政党的集权制度。

## 歷史
聯俄容共時，孙中山主张「以俄为师」，仿照苏聯共产党的组织模式改组国民党 ，因此1924年國民黨第一次全國代表大會通過的黨章中規定，國民黨的組織原則為民主集權制，以國民黨全國代表大會為權力中心，將國民黨改組為更嚴密的組織。現行黨章中並沒有提到民主集權制 。
1925年，通過《中華民國國民政府組織法》，確立以黨領政的方向。在國民黨之外，中共也使用民主集權制的名稱來建立組織，但在之後則改稱民主集中制。
1928年，北伐之後，胡漢民提出《訓政大綱提要說明書》，認為應該採取軍隊黨化、以黨治政、一黨專政的方向，由國民黨來領導國家。同時提出黨外無黨、黨內無派的口號。
1930年7月13日，汪精衛起草的《最近黨務政治宣言》中，指責蔣中正（介石）企圖以個人獨裁取代民主集權制。但是他也提出，應提高國民黨的權威，以黨領政。並主張非國民黨黨員不得出任行政官員，認為以黨專政就是民主集權制。
1931年的《中华民国训政时期约法》，確定在訓政時期，由國民黨進行以黨領政、以黨治國的方針。
在國共內戰失利，政府及國民黨遷至台灣後，1949年，蔣中正提出《中國國民黨改造方案》，再度強調中國國民黨為民主集權制。
1951年，蔣中正再度發表了民主集權制的談話。他的談話內容，與中共黨員施存統在1923年發表的文章類似。

## 参見
- 一党制
- 民主集中制

## 外部連結
- 袁剛《民主集中制和国家官僚制》 （页面存档备份，存于）
- 沙培德〈民權思想與先鋒主義：民國時期孫中山的政治主張〉 （页面存档备份，存于）